# Carlos Emanuel Pio de Saboia
Carlos Emanuel Pio de Saboia, em italiano, Carlo Emmanuele Pio di Savoia, também conhecido como "sênior" (5 de janeiro de 1585 - 1 de junho de 1641) foi um cardeal italiano, decano do Colégio dos Cardeais nos últimos dois anos de vida.

## Biografia
Filho de Enea Pio di Carpi e de Barbara Turchi di Ferrara, filha dos marqueses de Ariano. Era tio do também cardeal Carlos Pio de Saboia, dito o menor. Quase nada se sabe sobre a sua juventude e onde estudou.

## Vida religiosa
Em 9 de junho de 1604, foi criado cardeal pelo Papa Clemente VIII, recebendo o barrete cardinalício e o título de cardeal-diácono de  São Nicolau no cárcere em 25 de junho. Passou para a diaconia de Santa Maria em Via Lata em 2 de outubro de 1623 e depois, tornou-se o cardeal protodiácono.
Em 16 de março de 1626, passa para a ordem dos cardeais-presbíteros e recebe o título de Santos João e Paulo e, no mesmo dia, assume o título de São Lourenço em Lucina.
Passou para a ordem dos cardeais-bispos e para a sé suburbicária de Albano em 14 de abril de 1627. Foi consagrado em 9 de maio, pelo cardeal Ottavio Bandini. Passou para a sé suburbicária de Porto e Santa Rufina, em 15 de julho de 1630. Em 28 de março de 1639, torna-se Deão do Colégio dos Cardeais e cardeal-bispo de Óstia-Velletri.
Faleceu em 1 de junho de 1641, vítima de epilepsia e jaz no altar principal da igreja jesuíta de Gesù, em Roma.

### Conclaves
- Conclave de março de 1605 - participou da eleição do Papa Leão XI.
- Conclave de maio de 1605 - participou da eleição do Papa Paulo V.
- Conclave de 1621 - participou da eleição do Papa Gregório XV.
- Conclave de 1623 - participou da eleição do Papa Urbano VIII.